# Федерален университет на Парана
Федералният университет на Парана (на португалски: Universidade Federal do Paraná) е държавен университет в град Куритиба, щата Парана, Бразилия.
Основан през 1912 година, той е смятан за най-старото висше училище в страната. Днес в университета учат над 22 хиляди студенти.